# Platyaxius odontorhynchus
Platyaxius odontorhynchus is een tienpotigensoort uit de familie van de Axiidae. De wetenschappelijke naam van de soort is voor het eerst geldig gepubliceerd in 1925 door De Man.